# Hugues Portelli
Huges Portelli (Costantina, 22 dicembre 1947) è un giurista e politico francese, professore di diritto e scienze politiche.

## Biografia
È fratello del magistrato Serge Portelli e padre di quattro figli tra cui Florence Portelli, sindaco di Taverny (Val-d'Oise) dal 2014.
Impegnato in politica, è stato in particolare senatore della Val-d'Oise dal 2004 al 2017 e sindaco di Ermont dal 1996 al 2020.

## Formazione e carriera professionale
Laureato in scienze politiche, è professore emerito presso l'Università Panthéon-Assas (Parigi II).
Dal 2019 al 2022 è stato preside della Facoltà di Scienze Sociali ed Economiche dell'Institut catholique de Paris e dal 2020 presidente dell'Accademia Cattolica di Francia.